# Valore dei pezzi degli scacchi
Il valore dei pezzi degli scacchi è un punteggio che viene assegnato ad ogni pezzo del gioco degli scacchi, in modo da determinare qual è il valore strategico di ciascuno di essi.
Questi valori sono utili per i giocatori e anche per i motori scacchistici per aiutare a calcolare le mosse che devono essere eseguite, anche se il valore assegnato dai giocatori è diverso da quello utilizzato dai programmi scacchistici. Il calcolo del valore dei pezzi fornisce ai giocatori solo un'idea del valore statico del materiale, cioè della loro forza intrinseca al di fuori del gioco, posseduto da ambedue i giocatori in un determinato momento del gioco. L'esatto valore dei pezzi e dei pedoni dipende dalla potenzialità dinamica, cioè dalle loro capacità di movimento e azione nel cuore dello scontro, raggiunta in un preciso momento della partita.

## Valori comunemente impiegati
| Pezzo   | Valore |  |
| ------- | ------ |  |
| Donna   | 9      |  |
| Torre   | 5      |  |
| Alfiere | 3      |  |
| Cavallo | 3      |  |
| Pedone  | 1      |  |

Il valore del Re è infinito perché la sua perdita causa la perdita della partita. In qualche programma di scacchi al Re è assegnato un valore artificiale di oltre 200 punti; un arbitrario valore più alto che è la somma di tutti gli altri pezzi più fattori posizionali. Questo assicura che il computer valuterà lo scaccomatto sopra tutti gli altri scambi o sacrifici.
I programmi di scacchi vogliono tipicamente fare ulteriori aggiustamenti a questi punteggi accordando loro vari fattori posizionali. Per esempio, 1/3 di punto può essere sottratto per pedoni doppiati, pedoni isolati, frazioni di punti possono essere aggiunte per possesso di colonne aperte e così via. Per le persone, qualche valutazione di posizione è fatta senza riferimento a punteggi numerici.
Nel suo libro Nuove idee negli scacchi, il maestro Larry Evans dà i valori pedone=1, cavallo=3½, alfiere=3¾, torre=5, e donna=10. Comunque, i tradizionali valori sopra indicati sembrano essere più accurati. 
Un alfiere è solitamente equivalente al cavallo, ma non sempre. Anche due torri sono generalmente uguali o più potenti della sola donna. Un altro sistema è usato da Max Euwe e Hans Krämer nel primo volume del loro Il mediogioco, con i valori pedone=1, cavallo=3½, alfiere=3½, torre=5½ e donna=10. Questi valori appaiono più accurati di quelli dati da Evans.
Bobby Fischer dette il valore 3¼ all'alfiere; (gli altri pezzi hanno valori tradizionali).
Il campione mondiale José Raúl Capablanca valutò i pezzi in questo modo. Prendendo come base di riferimento il singolo pedone, l'unità di gioco meno potente, assegnandogli valore 1, si possono ricavare i valori successivi degli altri pezzi.
Il cavallo o l'alfiere varranno 2 pedoni e ½.
Ovviamente il mezzo pedone non esiste, serve solo a capire che chi ha 2 pedoni è in svantaggio di materiale rispetto a chi possiede l'alfiere o il cavallo, e sarà costretto a giocare per la patta, mentre chi è in vantaggio di questo materiale (oltre al restante materiale di gioco), gioca per vincere.
Nel caso che i pedoni fossero 3, chi possiede il cavallo o l'alfiere è in svantaggio e dovrà giocare per pattare, mentre l'avversario gioca per vincere.
La torre vale 3 pedoni e ½, pertanto, chi possiede il ½ pedone in più è in vantaggio e gioca per vincere.
Non è possibile dare un valore alla donna in base ai pedoni. A rigor di logica dovrebbe valere 5 pedoni e ½, perché una donna più 1 pedone e ½ sono equivalenti a 2 torri, ma nel confronto, in finale, con i pedoni la donna è più forte, pertanto non si può fare un'equazione in base ai pedoni, ma utilizzarla solo per un confronto con gli altri pezzi.

## Valori storici
Nel 1813 un libro (autore sconosciuto, forse Sarratt) dette il seguente valore ai pezzi:
- Cavallo 9.25
- Alfiere 9.75
- Torre 15
- Donna 23.75
- Re come pezzo che attacca (nel finale) 6.5
- Pedone 2 all'inizio, 3.75 nel finale

Che equivalgono a:
- Cavallo 3.1
- Alfiere 3.3
- Torre 5
- Donna 7.9
- Re come pezzo che attacca nel finale 2.2
- Pedone 0.7 all'inizio, 1.3 nel finale

Howard Staunton, nel The Chess-Player's Handbook, dà questi valori:
- Pedone 1
- Cavallo 3
- Alfiere 3.5
- Torre 5.5
- Donna 10